# Білік Павло Пентелейович
Павло́ Пентеле́йович (Пантелейович) Бі́лік (нар. 29 липня 1980 — 16 жовтня 2018) — солдат Збройних сил України, учасник російсько-української війни.

## Життєпис
Народився 1980 року в селі Костичани (Новоселицький район, Чернівецька область). 1995 року закінчив Драницьку ЗОШ, здобув неповну середню освіту. В 1998—2000 роках проходив службу в Збройних Силах України. Після строкової служби протягом 2001—2004 років працював у ДСО при УМВС в Чернівецькій області (на посаді охоронця). З вересня 2008-го мешкав у селі Горишківка Томашпільського району; з 2009-го по 2017 рік працював у КП «Томашпільводоканал».
З 2 жовтня 2017 року — на військовій службі за контрактом; солдат, стрілець-помічник гранатометника механізованого відділення механізованого взводу механізованої роти механізованого батальйону 28-ї бригади.
16 жовтня 2018-го загинув від смертельного поранення кулею снайпера в обличчя поблизу міста Мар'їнка.
19 жовтня 2018 року похований на новому кладовищі смт Томашпіль; в останню дорогу проводжали живим коридором пам'яті.
Без Павла лишилися батьки, брат та донька-десятикласниця.

## Нагороди та вшанування
- указом Президента України № 26/2019 від 31 січня 2019 року «за особисту мужність і самовіддані дії, виявлені у захисті державного суверенітету та територіальної цілісності України, зразкового виконання військового обов'язку» — нагороджений орденом «За мужність» III ступеня (посмертно)[1]